# Temple Square

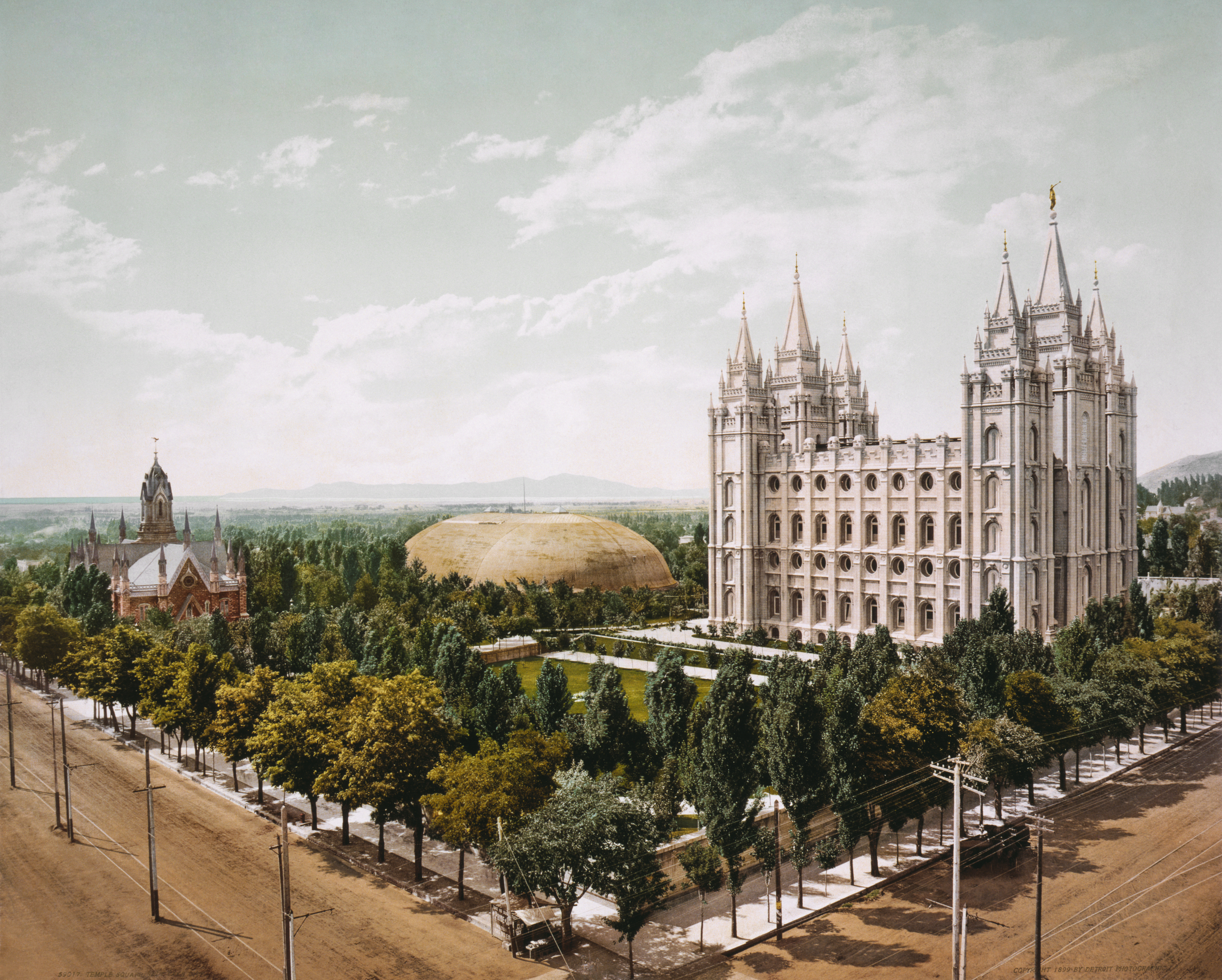
Temple Square en 1899. Le photochrome original est de William Henry Jackson.

Temple Square est un site de 40 000 m2 situé à Salt Lake City, Utah, aux États-Unis, appartenant à l'Église de Jésus-Christ des saints des derniers jours (mormons). À Temple Square se trouvent le Temple de Salt Lake City, le Tabernacle, le Salt Lake Assembly Hall, le Monument des Mouettes (Seagull Monument), deux centres de visiteurs.
Ces dernières années, l'usage du nom de Temple Square s'est modifié incluant d'autres immeubles immédiatement adjacents à Temple Square le Joseph Smith Memorial Building, le centre humanitaire, le centre de conférence, les bâtiments administratifs de l'Église, la bibliothèque d'histoire familiale, le musée d'histoire de l'Église, le bâtiment administratif de la Société de secours (Relief Society Building)

## Histoire

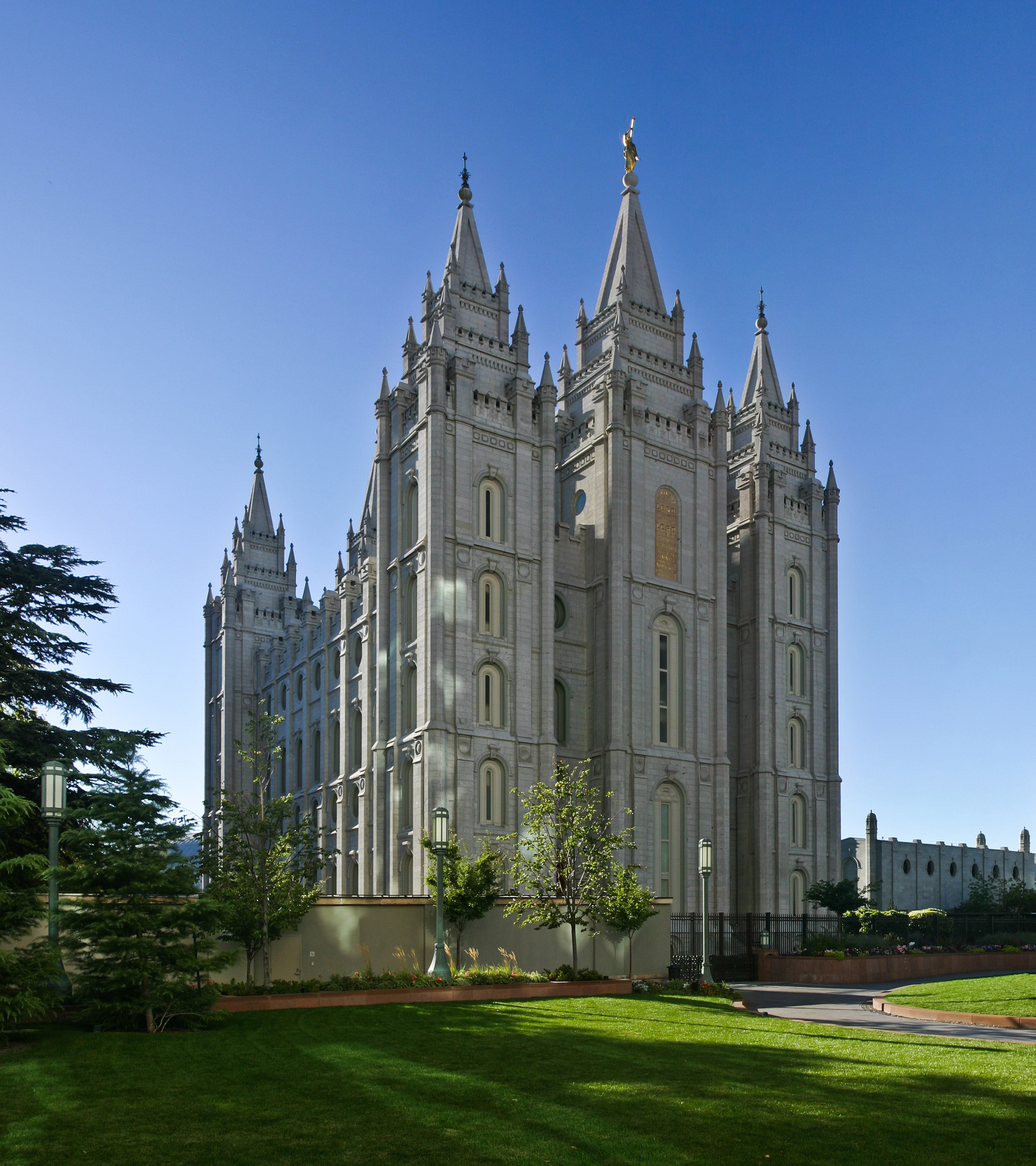
Temple de Salt Lake City

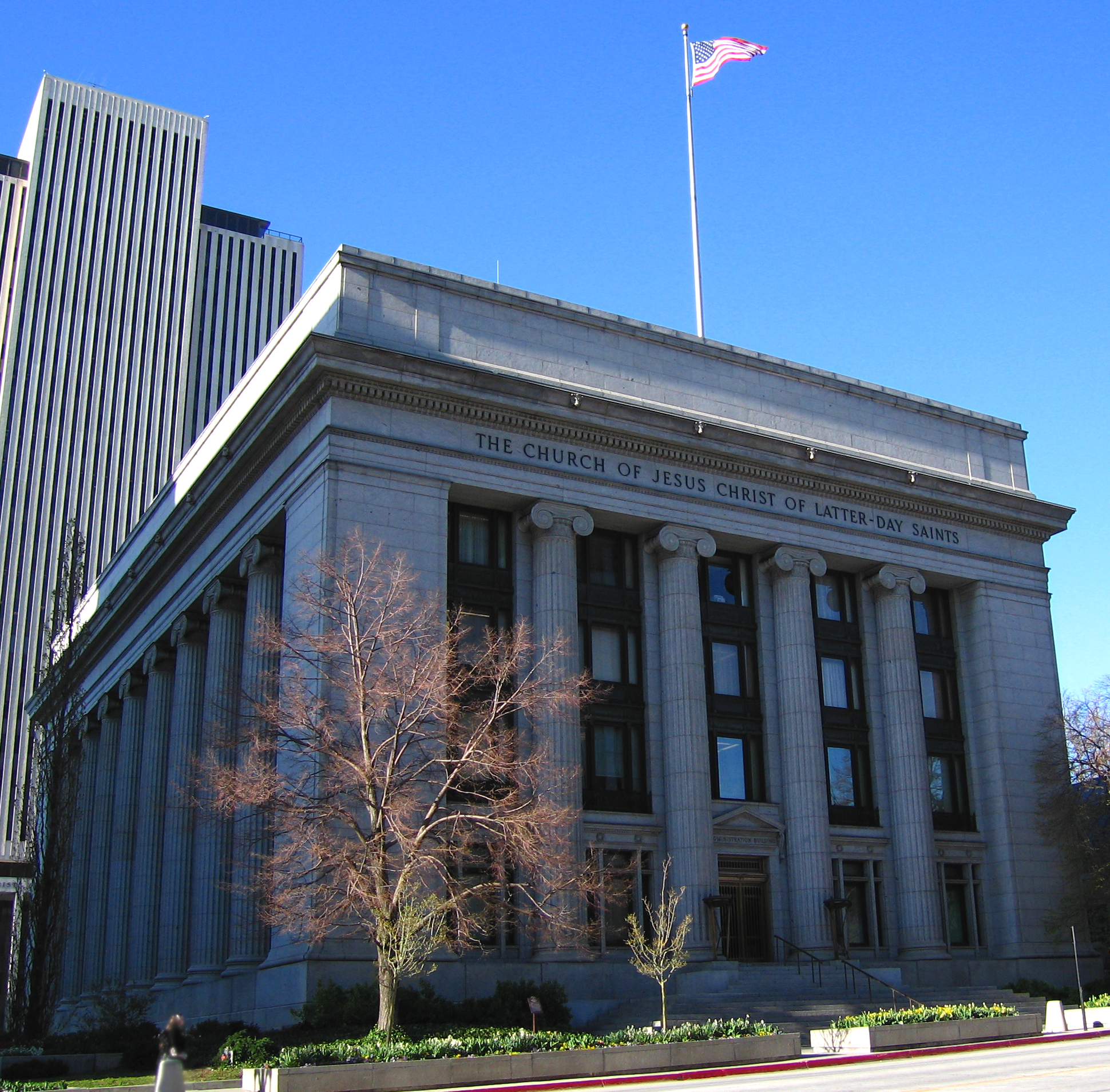
Bâtiment administratif de l'Église à Salt Lake City

En 1847, quatre jours après l'arrivée des pionniers mormons dans la vallée du Lac salé, le président de l'Église Brigham Young choisit une parcelle de terrain désertique et proclama : « Ici, nous construirons le temple de notre Dieu »
Quand la ville fut tracée, le quartier incluant ce site fut désigné pour le temple, et devint connu sous le nom de Temple Square. Il fut, peu de temps après, entouré par un haut mur de granit.
Le site est également devenu le siège de l'Église. D'autres bâtiments ont été construits sur le terrain, y compris un tabernacle (antérieur à celui qui se trouve à Temple Square aujourd'hui) et une maison des dotations  qui ont ensuite été démolis. Le Tabernacle de Salt Lake City, siège du Chœur du Tabernacle mormon, a été construit en 1867 pour accueillir les Conférences générales de l'Église, avec une capacité de 6 000 places. Une autre église appelée la Salle de l'Assemblée (Assembly Hall) a ensuite été construite avec une capacité de 2 000 places.
L'Église grandissant, son siège s'est étendu aux quartiers environnants. En 1917, un bâtiment administratif a été construit dans le quartier est du temple, suivi en 1972 par le bâtiment administratif de l'Église, qui a été, pendant de nombreuses années, l'immeuble le plus haut dans l'État de Utah. L'Hôtel Utah, un autre bâtiment sur ce bloc, a été rénové en 1995, avec des bureaux supplémentaires et une grande salle de projection de films et fut nommé Joseph Smith Memorial Building.
En 2000, l'Église a acheté la section de Main Street entre ce lieu et Temple Square et a relié les deux blocs par une place nommée le Main Street Plaza. En 2000, l'Église ajouta un nouveau Centre de conférence de 21 000 sièges situé sur le bloc nord de Temple Square.

## Usage moderne

### Tourisme
Attirant de 3 à 5 millions de visiteurs par an, Temple Square est l’attraction touristique la plus populaire d'Utah. Par comparaison, les cinq parcs nationaux d’Utah, parc national de Zion, parc national de Bryce Canyon, parc national de Capitol Reef, parc national des Canyonlands et parc national des Arches, comptent ensemble un total de 5,3 millions de visiteurs en 2005. Temple Square et ses quartiers environnants sont devenus une destination touristique populaire, avec cinq millions de visiteurs chaque année, plus que le Grand Canyon ou le Parc national de Yellowstone.

### Conférence générale
Une  Conférence générale est une réunion de tous les membres de l'Église pour la direction des affaires générales de l’Église et pour l’enseignement. La première conférence générale de l’Église organisée depuis deux mois a eu lieu le 9 juin 1830 à Fayette, État de New York, présidée par Joseph Smith et réunissant 27 membres de l'Église. La musique est une part importante de la conférence invitant à la  spiritualité. Le Chœur du Tabernacle mormon  et l'organiste du centre de conférence produisent la majorité de la musique, à l'exception des sessions du samedi après-midi et des sessions de Prêtrise. Sont également invités des chœurs locaux, les chœurs de l’Institut, du Centre de Formation Missionnaire, et de BYU. Très rarement, des artistes solistes interprètent des pièces musicales lors des conférences.

### Éclairage

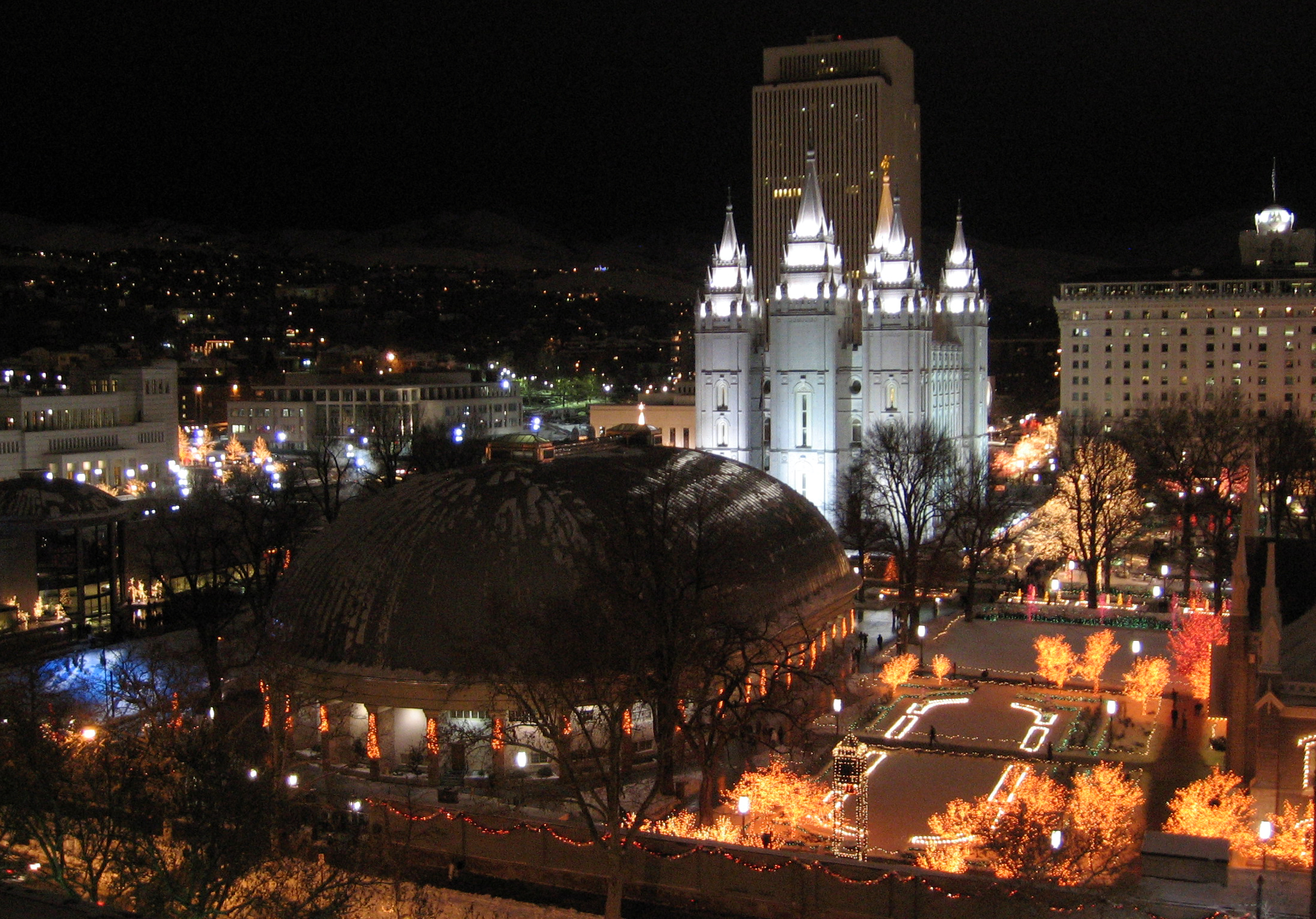
Temple Square à Noël

Les terrains, disposant de nombreux jardins, accueillent souvent des concerts et autres événements durant Noël et les fêtes de fin d'année. Des centaines de milliers de lumières scintillent dans les arbres et arbustes autour de Temple Square. L'éclairage de Temple Square est un événement populaire auquel ont participé des dizaines de milliers de personnes

### Autres utilisations

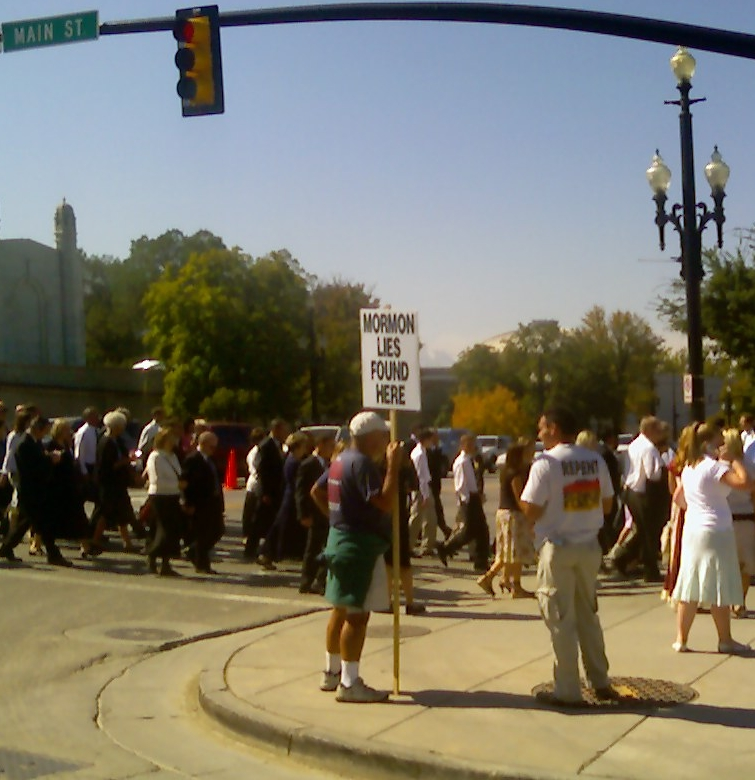
Contestataires devant Temple Square en 2006

Les portes extérieures de Temple Square sont des lieux populaires où se retrouvent les critiques de l'Église, principalement d'anciens membres excommuniés et des ministres activistes évangélistes, souvent en groupes protestataires, et un lieu de distribution de tracts et de littérature critique à l'égard de l'Église de Jésus-Christ des saints des derniers jours. Elles sont également bien connues pour être des lieux accueillant les musiciens de rue, en particulier pendant la saison des fêtes.

## Sites

### Temple de Salt Lake
Le Temple de Salt Lake City est le plus grand (sur plus de 120) et le plus connu des temples mormons. Il est le sixième temple construit par l'Église et le quatrième temple construit depuis l'exode des pionniers mormons de Nauvoo, Illinois.

### Centres de visiteurs nord et sud

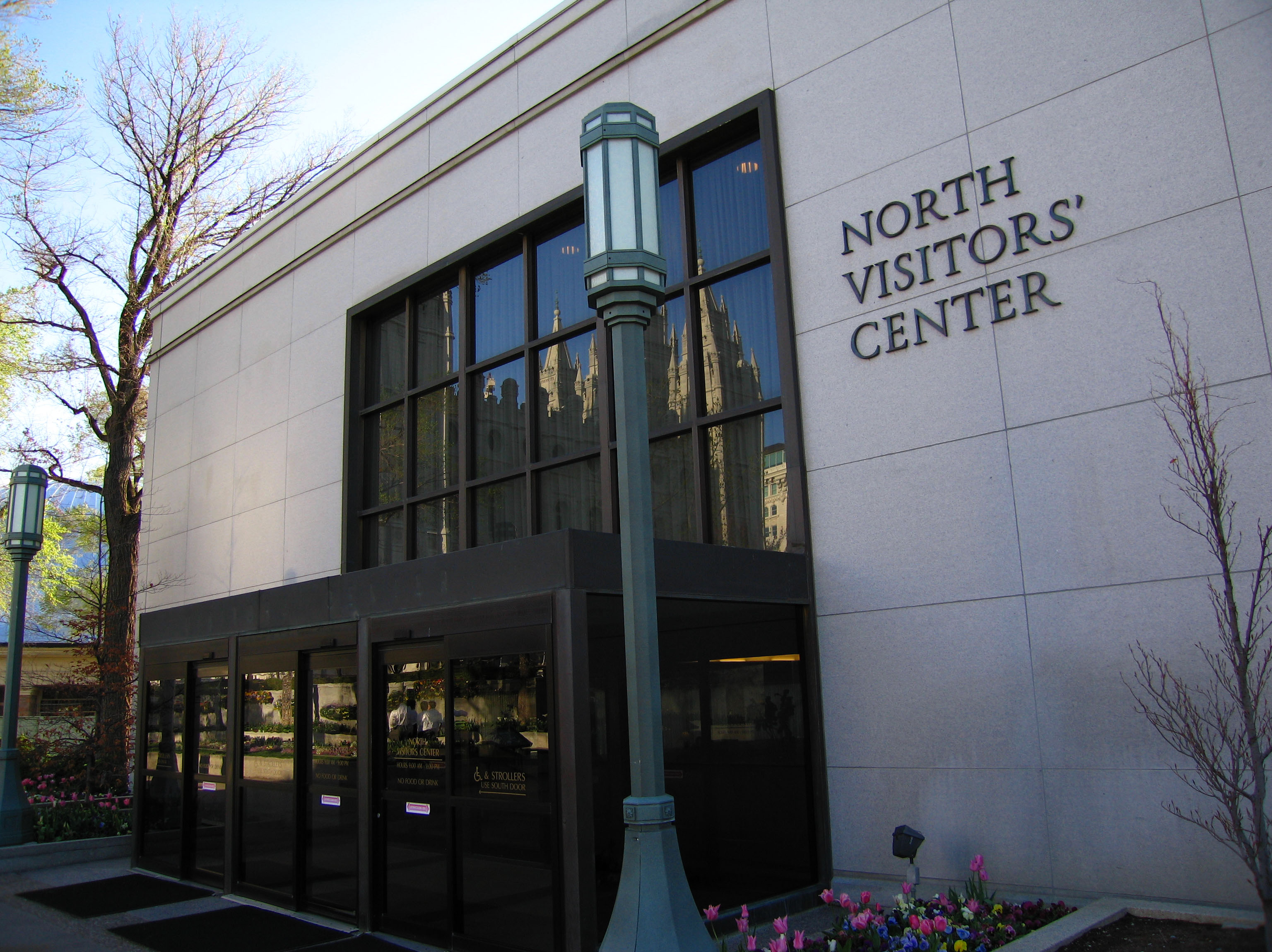
Centre de visiteurs nord

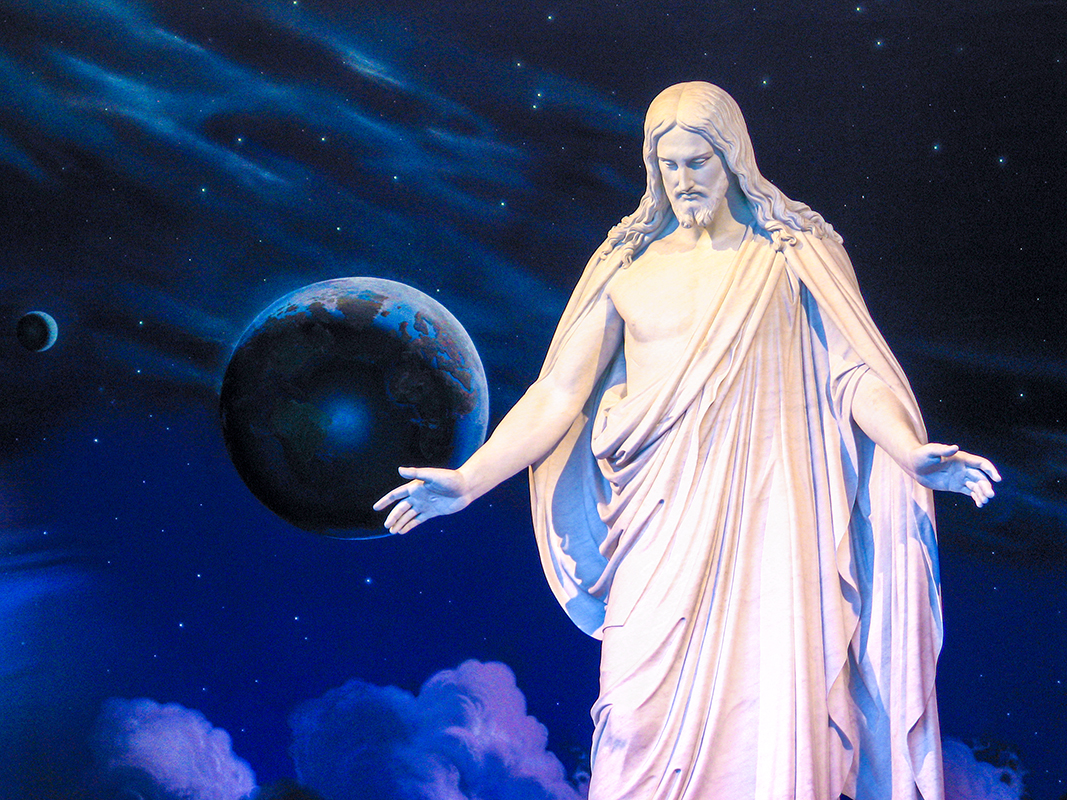
Statue de Bertel Thorvaldsen (reproduction)

Aujourd'hui, Temple Square dispose de deux centres de visiteurs appelés North Visitors' Center (centre de visiteurs nord) et South Visitors' Center (centre de visiteurs sud) . Le North Visitors' Center a été construit le premier et dispose d'une réplique du Christus, une statue de Jésus-Christ par le sculpteur danois Bertel Thorvaldsen. Cette statue est située sous une coupole comportant de larges fenêtres, peinte avec des nuages, des étoiles, des planètes et autres corps célestes. Les centres de visiteurs et de ses abords sont occupés par des sœurs missionnaires et des couples missionnaires seniors. Aucun homme seul n’est appelé à servir en tant que  missionnaire à Temple Square. Les sœurs missionnaires servant à Temple Square sont originaires de  l'Amérique du Nord autant que de toutes les nations du monde, parlant de nombreuses langues afin de répondre à la majorité des visiteurs du monde entier. Depuis les Jeux olympiques d'hiver de 2002 de Salt Lake City, les sœurs missionnaires portent des badges avec leurs drapeaux nationaux avec leur badge missionnaire.

### Bâtiments de conférences et de réunions
Il existe trois grands bâtiments principaux à Temple Square.
Le plus petit des trois, de style gothique victorien, est le Salt Lake Assembly Hall d’environ 2 000 places et est situé à l’angle sud-ouest de Temple Square. L’intérieur en forme de croix complété par une étoile de David au-dessus de chaque entrée. Elles symbolisent le rassemblement des douze tribus d'Israël. Il fut construit entre 1877 et 1882. Des concerts de musique gratuits y sont organisés occasionnellement et est rempli du trop plein de participants de la conférence générale annuelle.
Le deuxième salle de réunion est le Tabernacle de Salt Lake City qui accueille le célèbre Chœur du Tabernacle mormon et l’Orchestre de Temple Square. Le Tabernacle a été construit entre 1864 et 1867 et a une capacité d'accueil de 8 000 personnes. En mars 2007, le Tabernacle a été de nouveau inauguré après une vaste restauration. Il a été consacré au cours de la session du samedi après-midi de la 177e conférence générale annuelle, en présence de  la Première Présidence, du Collège des Douze Apôtres et d'autres Autorités Générales et le Chœur du Tabernacle Mormon, la diffusion de la session ayant lieu à l'intérieur du Tabernacle plutôt que depuis le Centre de Conférence. En plus d'accueillir le Chœur, le tabernacle est également utilisé pour d'autres événements religieux et culturels.
Le plus grand et le plus récent, est le centre de conférence. Avec une capacité de plus de 21 000 places, il est utilisé principalement pour les conférences générales, ainsi que pour les concerts et autres manifestations culturelles. Le centre de conférence a été achevé en 2000. À l’angle nord-ouest du centre de conférences se trouve le Conference Center Theater, un théâtre relativement petit (850 places) pour les présentations dramatiques, telles que Le Sauveur du monde, ainsi que des concerts et autres événements.

### Musées et bibliothèques

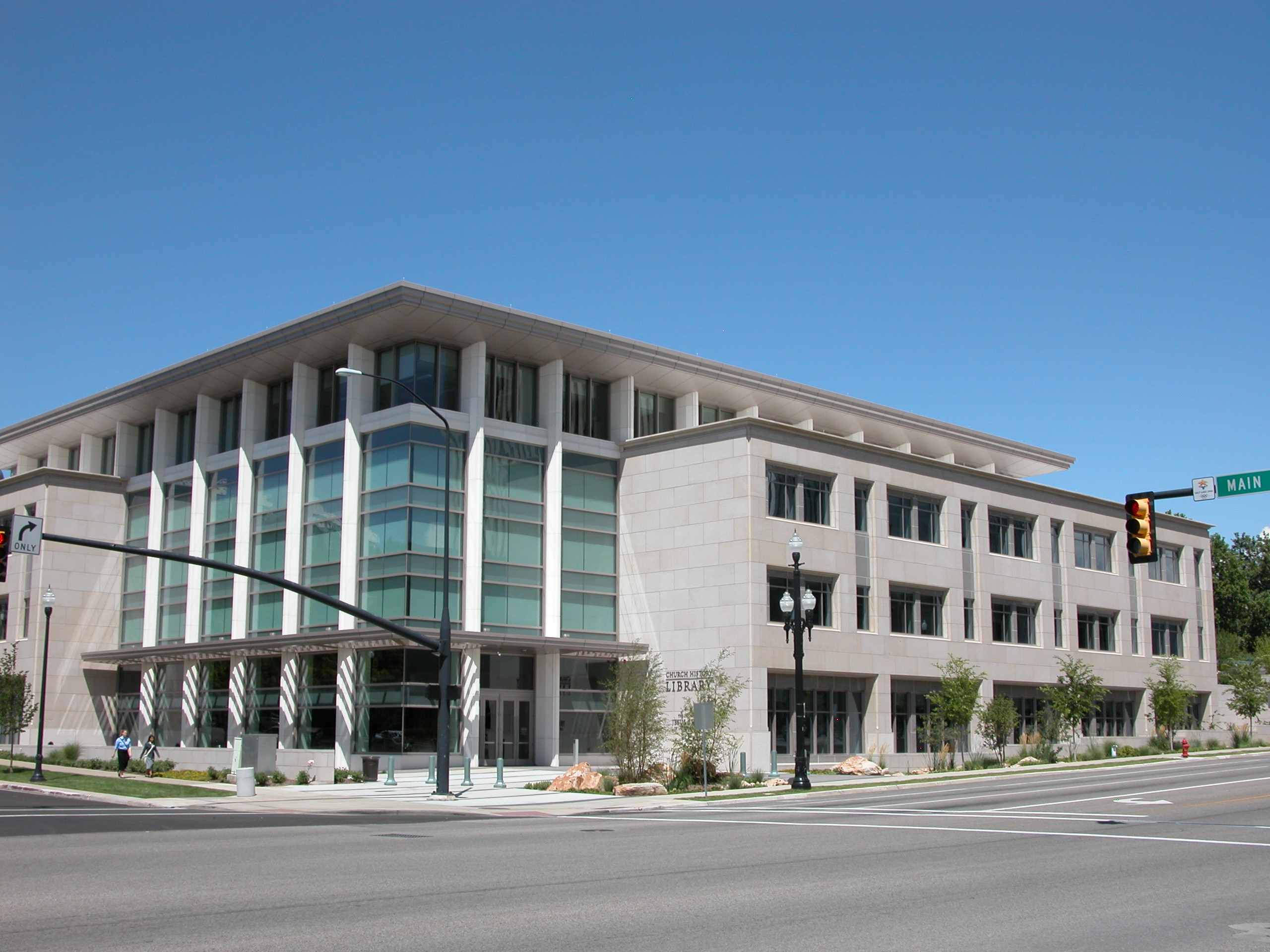
Bibliothèque d'histoire de l'Église

#### Bibliothèque d’histoire de la famille
Située dans le quartier est de Temple Square, la Family History Library (Bibliothèque d'histoire familiale) est la plus grande bibliothèque généalogique du monde et est ouverte au grand public, sans frais. La bibliothèque possède des archives généalogiques de plus de 110 pays, territoires et possessions. Ses collections comprennent plus de 2,4 millions de rouleaux de  microfilms généalogiques, 742 000 microfiches, 310 000 livres, 4 500 périodiques, 700 ressources électroniques.

#### Musée d’histoire de l'Église

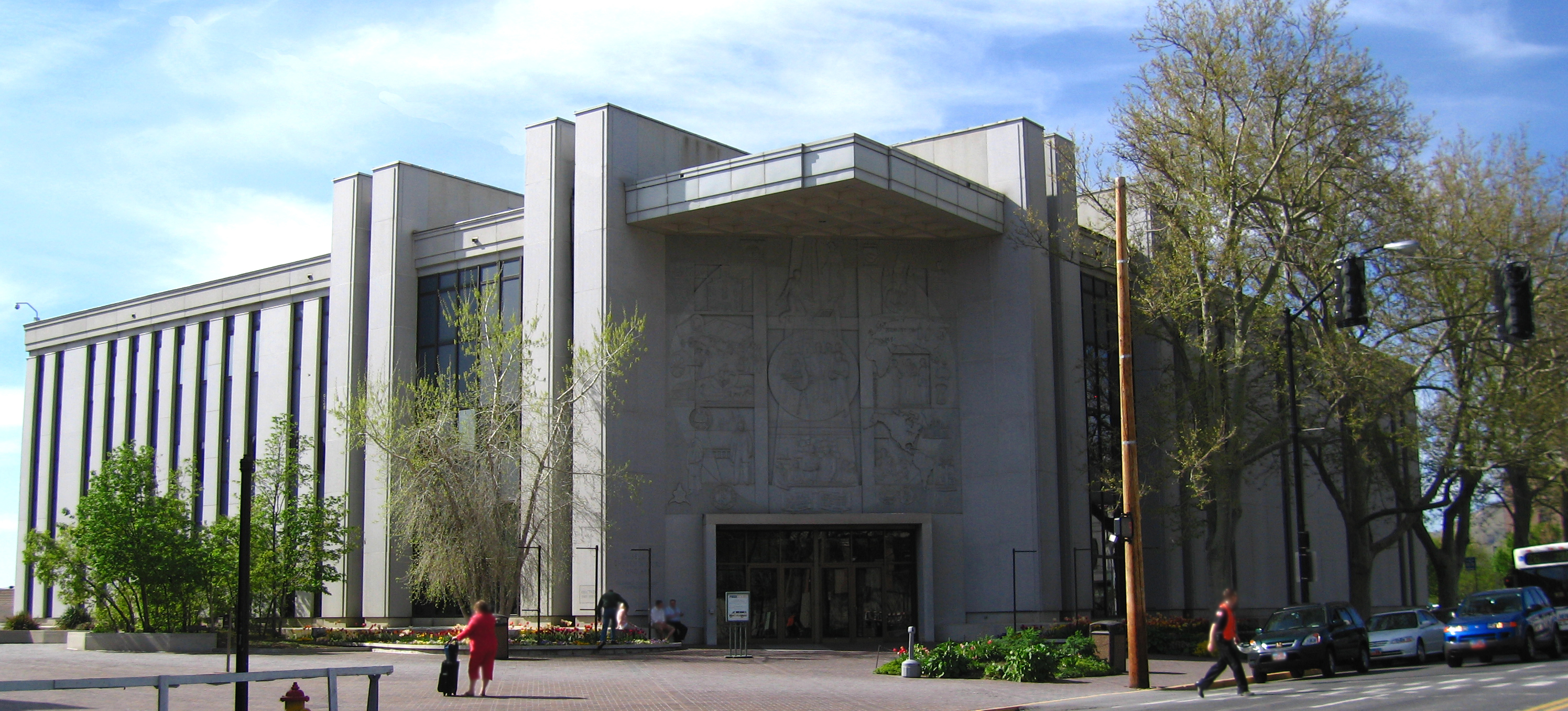
Musée d'Histoire de l'Église

Situé dans le quartier ouest de Temple Square à côté de la bibliothèque d'histoire familiale, cet édifice abrite les collections d'art et d'artisanat des saints derniers jours. Le musée abrite des expositions permanentes et accueille de nombreuses expositions temporaires tout au long de l'année. Les expositions passées ont accueilli des artistes tels que Arnold Friberg, des sculptures et œuvres de Boyd K. Packer, ainsi que de thèmes illustrant les événements historiques de l'Église.

### Monuments
- Monument des Mouettes, situé devant l'Assembly Hall.
- Pionniers mormons en charrettes à bras, sculpture de Torleif S. Knaphus.